# Мар'ян Дубецький
Мар'ян Кароль Дубецький (пол. Marian Karol Dubiecki; *26 серпня 1838, Заслав — †24 жовтня 1926, Краків) — польський історик і письменник, педагог, громадський і політичний діяч, секретар від Русі в Національному уряді у часи Січневого повстання.
Псевдонім: Сучасний (пол. Współczesny); криптонім: МД (пол. MD).

## Життєпис
Народився у сім'ї Людвіка Дубецького і Анни Славківни. Мав старших братів Целестина і Александра. Ще малим втратив батьків, тому його вихованням опікувалися вуйна і стрийко. Початкову освіту здобув у Житомирській гімназії. Від 1856 студіював у Харківському, згодом — на історично-філологічному факультеті Київського університету (під час навчання долучився до діяльності таємної організації «Трояка Спілка» під орудою Володимира Антоновича і Леона Ґловацького, брата Болеслава Пруса, яка виступала за надання селянам землі та надання їм свободи вибору місця проживання (пол. Uwłaszczenie chłopów) і відновлення державності Речі Посполитої у кордонах 1772 року). Згодом таємна організація переросла в цілий політичний напрямок так званих «русинів», або «хлопоманів». Невдовзі стався й розкол, після якого виокремилися дві течії. Перша, під проводом Володимира Антоновича, виступала за незалежність Русі з орієнтацією на Росію. Друга, на чолі з Ізидором Коперницьким і Мар'яном Дубецьким, — за незалежність Русі з орієнтацією на Польщу. Друга стала основою революційного руху, що спричинився врешті-решт до Січневого повстання.
Після закінчення Київського університету в 1860 році Мар'ян Дубецький став вчителем польської мови і літератури в Рівненській гімназії, але через рік втратив роботу за участь у патріотичній маніфестації. Після чого осів у селі під Берестечком, у свого старшого брата. Разом із Александром провадив політичну і просвітницьку роботу серед мешканців краю. За участь у маніфестації 10 вересня 1861 року в Городлі разом з братом був заарештований і вивезений на заслання до Вятки, а потім до Тамбова. Після звільнення, у листопаді 1862 року повернувся на батьківщину.
8 травня 1863 року прибув до Варшави, де був призначений на секретаря Відділу Русі Національного Уряду. В часі диктатури Ромуальда Траугутта був його правою рукою, відігравав роль посередника між ним і директором закордонних справ Генриком Краєвським. 10 квітня 1864 року заарештований і ув'язнений в Павяку. Підданий тортурам російськими слідчими (зламано нижню щелепу, глибокі рани на плечах) — зберігав мовчання. Переведений до Х Павільйону Варшавської цитаделі. Засуджений до страти, яку 30 липня 1864 року замінили на каторгу з позбавленням усіх громадянських прав — так Мар'ян Дубецький єдиний з членів Національного Уряду уникнув насильницької смерті.
У виданій 1922 року книзі споминів «Відлуння Січневого повстання» Мар'ян Дубецький так згадував гіркоту поразки:
|  | Поки що мало хто з нас усвідомлює, які почуття керували вчинками людей того часу, якими стежками прямували до здобуття незалежності, як впало ціле покоління серед потоків крові, під купами шибениць, як врешті Росія-переможиця, засмакувавши крові і гноблення, в варварський спосіб запанувала над переможеним народом, за допомогою школи вдираючись у думки молодших поколінь, затираючи національну свідомість... Власні традиції кращих часів поступилися місцем плазунській науці русифікаторів.Оригінальний текст (пол.) Zbyt mała świadomość dotąd wśród nas, jakie uczucia kierowały czynami ludzi ówczesnych, jakimi ścieżkami dążyli do odzyskania niepodległości, jak padało całe pokolenie wśród potoków krwi, pod stosami szubienic, jak wreszcie Rosja zwycięska, zasmakowawszy we krwi i ucisku, w sposób barbarzyński pastwiła się nad pokonanym narodem, za pomocą szkoły wdzierając się do umysłów młodych pokoleń, zacierając świadomość narodową... Tradycje własne chwil lepszych minęły, ustępując miejsca kłamliwej nauce rusyfikatorów. |

У 1868 році переведений на довічне поселення в Іркутськ, де розпочав вивчення історичних доль польських засланців до Сибіру, що пізніше були опубліковані в часописах «Tygodnik Ilustrowany», «Bluszcz», «Kłosy». З того часу походять і перші історичні розвідки Мар'яна Дубецького, зокрема: «Колоністи в Маньчжурській землі у XVII столітті», «Гетьманське гніздо», «Чарнецький в Данії», «Ян Длуґош — перший польський історик», «Кафа, генуезька колонія і її відносини з Польщею у XV столітті», «Причинки до історії Запорозької Січі». Також на засланні закінчив переклад праці французького дослідника Едуарда Рене де Лабуле (фр. Édouard René Lefèbvre de Laboulaye) «Політична історія Сполучених Штатів» (фр. Histoire des États-Unis d'Amérique), доповнивши її двома власноруч написаними розділами: «Нарисом історії», що охоплював історію США від Вашингтона до Лінкольна, і «Нарисом новітньої історії від 1815 до 1875 року».
У 1874 отримав дозвіл на переїзд до європейської частини Російської імперії, за винятком польських земель. Відтак Мар'ян Дубецький замешкав у Катеринославі. В 1876 році опублікував монографію, присвячену Кодацькій фортеці, відзначену Академією Вчення у Кракові. Протягом 1880—1883 років мешкав в Одесі.
Після амністії 1883 року перебрався до Варшави. З 1884 року — на постійно у Кракові. Одружився з Марією Вроблевською, з якою прожив кількадесят років. Займався вихованням молоді, зокрема протягом тридцяти років викладав на Вищих курсах для дівчат Адріана Баранєцького. В той час видає монографії: «Едмунд Ружицький», «Тереза з Вербицьких Булгакова», «Кароль Прозор — обозний Великого Князівства Литовського». Після публікації останньої удостоєний честі бути членом історичної комісії Академії Вчення.
М. Дубецький не поривав зв'язків з дорогим його серцю українським містом Катеринославом. Влітку 1884 року "Харьковские губернские ведомости" сповіщали:
"До Катеринослава прибув польський письменник Дубецький  для укладання опису століття Катеринославської губернії на запропоновану губернським земством премію. П. Дубецький і раніш багато писав про минуле нашої губернії ( історична монографія про Кодацьку фортецю у ХVII столітті, розвідки поля битви при Жовтих Водах 1648 року та дрібні історичні етюди:  про Самарську паланку, (Дніпрові) пороги, про дикого ченця Тарах-Тарловського, про Половицю тощо)".
1917 року вийшов на пенсію.
Помер 24 вересня 1926 року і похований з військовими почестями на Раковіцькому цвинтарі у Кракові.
Залишив сина Тадеуша.
10 травня 1931 року на фасаді будівлі Рівненської гімназії встановлено меморіальну таблицю на пошанування пам'яті Мар'яна Дубецького, що пізніше була знищена радянською владою.

## Праці
- Історія Сполучених Штатів. Нарис історії від 1788 до 1865 років опрацьована згідно з найновішими джерелами (пол. Historya Stanów Zjednoczonych. Rys dziejów od r. 1788 do r. 1865 opracowany podług najnowszych źródeł)
- На Кресах і за Кресами: спомини і нариси Na kresach i za kresami. Wspomnienia i szkice Tom 1 Tom 2) (пол.)
- Кодак. Фортеця на кресах і її околиці Kudak. Twierdza kresowa i jej okolice) (пол.)
- Поле битви біля Жовтих Вод, яка відбулась у травні 1648 р. (Pole bitwy u Żółtych Wód stoczonej w maju 1648 r.) (пол.)
- Історичні сильвети і студії (пол. Obrazy i studia historyczne) У двох томах
- Едмунд Ружицький: біографічний нарис Edmund Różycki. Szkic biograficzny) (пол.)
- Тереза з Вербицьких Булгакова: посмертний візерунок з її пам'яток, листів, нотаток (пол. Teresa z Wierzbickich Bulhakowa: wizerunek pośmiertny z jej pamiętników, listów, notat)
- Кароль Прозор обозний великий Великого Князівства Литовського. Штрих до історії костюшківського повстання (пол. Karol Prozor obozny wielki Wielkiego Ksiestwa Litewskiego. Przyczynek do dziejów powstania kościuszkowskiego)
- Січневе повстання у світлі джерел (пол. Powstanie styczniowe w świetle źródeł)
- Ромуальд Трауґут і його диктатура в часі Січневого повстання 1863—1864 (пол. Romuald Traugutt i jego dyktatura podczas powstania styczniowego 1863-1864)
- Звитяжний провідник Січневого повстання (Ромуальд Траугутт) (Bohaterski naczelnik Powstania Styczniowego (Romuald Traugutt) [Архівовано 28 лютого 2014 у Wayback Machine.]) (пол.)
- Краківське Стрілецьке Товариство: історична монографія (пол. Towarzystwo Strzeleckie Krakowskie: monografia historyczna)
- Польська молодь в Київському університеті перед 1860 роком (пол. Mlodziez polska na Uniwersytecie Kijowskim przed rokiem 1860)
- З минулого: (1861—1862) (Z przeszłości (1861—1862)) (пол.)
- Відлуння Січневого повстання (Echa z powstania styczniowego) (пол.)
- Нарис новітньої історії від 1815 до 1875 року: з коротким оглядом історії 1876—1878 років (пол. Rys dziejów najnowszych od r. 1815 po 1875: z krótkim rzutem oka na dzieje lat 1876-1878)
- Історія польської літератури: на фоні історії народу зображена (Historya literatury polskiej: na tle dziejów narodu skreślona [Архівовано 10 червня 2015 у Wayback Machine.]) (пол.)
- З одеських враженьZ wrażeń odeskich) (пол.)